# أبو رواث
أبو رواث (أبا الرواث) قرية ومركز إداري من فئة (ب) تابع لمحافظة العويقيلة بمنطقة الحدود الشمالية في السعودية.